# Belmont-sur-Yverdon
Belmont-sur-Yverdon je obec v západní (frankofonní) části Švýcarska, v kantonu Vaud, v okrese Jura-Nord vaudois. Žije zde 384 obyvatel.

## Geografie
Belmont-sur-Yverdon leží v nadmořské výšce 535 m, vzdušnou čarou 4 km jihoápadně od okresního města Yverdon-les-Bains. Vesnice se rozkládá na terasovitém terénu na nejsevernějších výběžcích pohoří Gros de Vaud, asi 100 m nad rovinou Orbe, ve střední části kantonu Vaud.
Rozloha obce o velikosti 6,5 km² zahrnuje část střední části kantonu Vaud. Území obce se rozkládá od kanálu Canal Oriental, pravého bočního kanálu řeky Thielle, na jih přes rovinu Orbe a v úzkém pruhu přes belmontskou terasu až po široký zalesněný hřeben Bois de Suchy. V jižní části tvoří východní hranici silně klikatý tok řeky Buron v údolí vyřezaném do molasových vrstev, zatímco západní hranice leží v lesní oblasti Bois de Suchy. Na jejím okraji se v nadmořské výšce 604 m n. m. na Hauts de Villars nachází nejvyšší bod Belmont-sur-Yverdon. V roce 1997 tvořily 6 % rozlohy obce zastavěné plochy, 18 % lesy a háje, 75 % zemědělská půda a necelé 1 % neproduktivní půda.
K obci patří i osada Le Villaret. Sousedními obcemi jsou Épendes, Essertines-sur-Yverdon, Suchy a Yverdon-les-Bains.

## Historie

Letecký pohled (1963)

Původ obce Belmont-sur-Yverdon je spojen s hradem, který byl poprvé zmíněn v roce 1154 jako castrum Bellimontis a patřil pánům z Grandsonu. Osada Le Villaret je poprvé zmiňována roku 1164 jako Villars-Frelon. Na počátku 13. století se u hradu rozvinula osada, v roce 1220 nazývaná burgum Bellimontis, kde se konal týdenní trh a která ve 14. století získala městská práva. Hrad a městečko Belmont byly centrem stejnojmenného panství a tvořily malé regionální centrum a od roku 1389 také správní jednotku Savojska. Již v průběhu 15. století však začalo upadat. Od 16. století měl Belmont pouze status vesnice.
S dobytím Vaudu Bernem v roce 1536 se Belmont-sur-Yverdon dostal pod správu správního úřadu Yverdon, ale tvořil v něm kastelánství s vlastním soudem. Po rozpadu Staré konfederace patřila obec v letech 1798–1803 v období Helvétské republiky ke kantonu Léman, který se poté s účinností mediační ústavy stal součástí kantonu Vaud. V roce 1798 byl Belmont-sur-Yverdon přidělen k okresu Yverdon a v roce 1803 získal status okresního města. Do konce roku 1996 byla obec součástí okresu Yverdon-les-Bains, od roku 1997 se stala částí nového okresu Jura-Nord vaudois.

## Obyvatelstvo
| Rok            | 1764 | 1850 | 1900 | 1910 | 1950 | 2000 |
| Počet obyvatel | 249  | 387  | 373  | 395  | 289  | 247  |

V roce 2000 hovořilo 96,8 % obyvatel obce francouzsky. Ke švýcarské reformované církvi se ve stejném roce hlásilo 67,2 % obyvatel, k církvi římskokatolické 9,3 % obyvatel.

## Hospodářství
Obec dosud žije hlavně z zemědělství, zejména z pěstování plodin a ovocnářství. Mimo primární sektor je v obci relativně málo pracovních míst. V posledních desetiletích se Belmont-sur-Yverdon stal rezidenční obcí. Mnoho pracujících proto dojíždí za prací, zejména do Yverdonu.

## Doprava
Obec má velmi dobré dopravní spojení, přestože leží mimo hlavní dopravní tepny. Dálniční sjezd Yverdon-Sud na dálnici A1 (Lausanne–Yverdon), otevřené v roce 1981, je vzdálen asi 3 km od centra obce. Belmont-sur-Yverdon je napojen na síť veřejné dopravy autobusovou linkou, která jezdí z Yverdonu do Suchy.